# Гастън (град, Орегон)
Гастън (на английски: Gaston) е град в окръг Вашингтон, щата Орегон, САЩ. Гастън е с население от 630 жители (2006) и обща площ от 0,6 km². Намира се на 91,4 m надморска височина. ЗИП кодът му е 97119, а телефонният му код е 503.